# مزرعة عساف
مزرعة عساف هي قرية لبنانية من قرى قضاء بشري في محافظة الشمال.